# دائرة أنزي
دائرة أنزي هي إحدى دوائر إقليم تيزنيت، التابع لجهة سوس ماسة، المملكة المغربية. تضم الدائرة 9 جماعات قروية، وبلغ عدد سكانها 54156 فرداً سنة 2004 حسب الإحصاء الرسمي للسكان والسكنى. يتبع للدائرة 13 مشيخة و675 دوار.

## التقسيمات الإداريّة
تعتبر دائرة أنزي إحدى الدوائر المشكّلة لإقليم تيزنيت، وهو التقسيم الإداري من المستوى الرابع المعتمد في المغرب. ينقسم إقليم تيزنيت إلى 23 جماعات قروية تختلف من حيث السكان والمساحة، والتي بدورها تنقسم إلى مشيخات تضم عدداً من الدواوير.